# Semenza (gioco)
Semenza (titolo originale tedesco: Bohnanza) è un gioco di carte tedesco di negoziazione e commercio creato da Uwe Rosenberg e pubblicato nel 1997 in tedesco dalla Amigo e in inglese dalla Rio Grande Games: l'edizione italiana del 2009 è stata distribuita inizialmente dalla Stratelibri e attualmente dalla Giochi Uniti. Il nome originale Bohnanza è un gioco di parole tra il termine inglese bonanza (prosperità) e il tedesco bohne (fagiolo, seme). Nel gioco, infatti, ogni giocatore impersonerà un coltivatore impegnato nello scambio, nella semina e nella raccolta di fagioli.

## Il gioco
Il gioco presenta alcune discrepanze tra le diverse edizioni: a differenza dell'edizione tedesca pensata per 3-5 giocatori, l'edizione inglese della Rio Grande Games comprende, oltre al gioco base, anche la prima espansione originale (senza carte job) e il regolamento per 2 e 7 giocatori.
Nell'edizione inglese tuttavia la carta Brandy Bean, presente nell'edizione tedesca, è stata sostituita dalla carta Wax Bean.
L'edizione italiana del gioco comprende anch'essa, come l'edizione inglese della Rio Grande Games, la prima espansione (senza carte job).
Oltre all'edizione standard sono state realizzate un'edizione speciale con scatola in metallo in occasione del decimo anniversario e un'edizione per fan con grafica rinnovata.
Dal 12 maggio 2011 è disponibile anche la versione per iPhone e iPad.

### Contenuto della scatola
Il gioco di base comprende un mazzo di 110 carte, raffiguranti i diversi tipi di fagioli e il terzo campo, e il regolamento di gioco.

## Espansioni
Numerose e svariate sono le espansioni per Bohnanza rilasciate nel corso degli anni, molte delle quali pubblicate in quantità limitata dalla Lookout Games, casa editrice fondata da Rosenberg stesso. Nessuna di queste espansioni è ancora edita in italiano.
Bohnanza - Erweiterungs-Set (1997)Prima espansione di Bohnanza. Introduce nuovi semi e il regolamento per 7 giocatori. È inclusa nella confezione base dell'edizione inglese e italiana di Bohnanza. Nel 2001 viene pubblicata Bohnanza - Erweiterungs-Set (Revised Edition) contenente altri nuovi semi e carte job.
La Isla Bohnitâ (1998)Seconda espansione di Bohnanza. Nonostante il nome, quest'espansione si configura come la risposta dell'autore all'uscita dell'espansione Marinai de I coloni di Catan di Klaus Teuber. Introduce nuovi semi, navi atte a favorire gli scambi e la vendita di fagioli e la nave dei pirati in grado di rubare fagioli agli avversari.
High Bohn (2000)Espansione ad ambientazione western, pubblicata in quantità limitate dalla Lookout Games. Il nome è un chiaro riferimento a Mezzogiorno di fuoco (in inglese High Noon). Introduce edifici, uno per ciascun tipo di fagiolo, dotati di speciali abilità in grado di agevolare lo scambio, la semina o la raccolta dei fagioli. Il valore di ciascun edificio costruito viene conteggiato nel calcolo del punteggio a fine partita. Nel 2001 la Amigo ne pubblicò una riedizione con il nome di High Bohn: Bohnenduell um 12 Uhr mittags, contenente anche un'espansione di Al Cabohne; nel 2004 la Rio Grande Games pubblicò la propria riedizione inglese con il nome di High Bohn Plus, contenente anche nuovi fagioli.
Mutabohn (2001)Espansione che affronta il tema delle mutazioni genetiche, pubblicata in quantità limitate dalla Lookout Games. I fagioli possono mutare in fagioli a valore inferiore, questo permette di piantare fagioli diversi nello stesso campo. Determinate sequenze di fagioli permettono di ottenere punti bonus.
Ladybohn (2002)Espansione a tema femminile, pubblicata in quantità limitate dalla Lookout Games. Introduce i fagioli "femmina" per alcuni dei tipi di fagioli già presenti. Le due tipologie possono essere mescolate tra loro ma a differenza delle controparti maschili, i fagioli femmina permettono un miglior guadagno al momento della vendita. Nel 2007 la Amigo ne pubblicò una riedizione sotto il nome di Ladybohn: Manche mögen's heiß!, che si configura più che altro come un gioco a sé più che una vera e propria espansione.
Bohnaparte (2003)Espansione a tema napoleonico, come suggerisce chiaramente il nome, pubblicata in quantità limitate dalla Lookout Games. Il denaro guadagnato nel gioco viene speso per finanziare la campagna militare di conquista del Bohnreich. Il vincitore, al termine della partita, sarà colui che detiene la maggior porzione del territorio. Hanno Girke, autore del gioco insieme a Rosenberg, ha descritto l'espansione con la frase: "Bohnanza incontra Risiko".
Dschingis Bohn (2003)Espansione a carattere militare, con riferimento a Gengis Khan, creata da Hanno Girke e pubblicata dalla Lookout Games. Introduce i mongoli impegnati nella conquista del Bohnreich. Può essere combinata con Bohnaparte.
Telebohn (2004)Espansione pubblicata dalla Lookout Games, nella quale gli scambi sono sostituiti da rilevamenti ostili degli interi campi di fagioli.
Bohnröschen (2007)Espansione ambientata nel mondo delle fiabe, con riferimento a Jack e la pianta di fagioli, pubblicata dalla Amigo. I giocatori devono scalare la pianta di fagioli, risolvendo determinate missioni, per raggiungere la principessa. Il vincitore sarà colui che riuscirà nell'impresa con la maggior quantità di denaro in proprio possesso.
Spiderbeans (2007)Espansione secondaria contenuta in Das große Bohnanza-Buch, con chiaro riferimento all'Uomo Ragno. Introduce un nuovo tipo di fagiolo con le sue particolari regole di vendita: lo Spiderbean.
Auf der schwäb'schen Eisenbohn (2008)Espansione creata da Hanno Girke e pubblicata dalla Lookout Games. Trasforma Bohnanza in una sorta di gioco ferroviario in cui, a seconda della città in cui si viaggia, variano le condizioni di vendita dei fagioli.
Mutterböhnchen (2010)Espansione di Ladybohn: Manche mögen's heiß pubblicata dalla Lookout Games. Compaiono i figli dei fagioli femminili, che influenzano nel bene o nel male il gioco.
Bohn Camillo (2011)Espansione pubblicata dalla Lookout Games per due giocatori, tratto dal film Don Camillo e l'onorevole Peppone. Un giocatore è Bohn Camillo (Don Camillo) e l'altro è Pebbohne (Peppone). Possono utilizzare carte in più per nuocere all'avversario.

## Spin-off
Diversi sono stati gli spin-off di Bohnanza che dal gioco madre hanno ereditato meccanismi e tema principale.
Space Beans (1999)Spin-off a tema spaziale più semplice del suo predecessore.
Al Cabohne (2000)Spin-off a tema mafioso; il titolo è un chiaro riferimento ad Al Capone. Un'espansione per Al Cabohne è contenuta in High Bohn: Bohnenduell um 12 Uhr mittags, riedizione di High Bohn della Amigo.
Bohn Hansa (2002)Gioco da tavolo basato sul gioco di carte Bohnanza; il titolo è un riferimento alla Lega Anseatica chiamata anche Hansa.
Rabohnzel (2005)Spin-off a tema fantasy con tanto di incantesimi.
Bohnkick (2006)Spin-off a tema calcistico creato in occasione del campionato mondiale di calcio 2006 tenutosi a Berlino.
Kannibohne (2006)Spin-off per 2 giocatori, che ispeziona il tema del cannibalismo.
Ladybohn: Manche mögen's heiß! (2007)Gioco a sé stante nato come riedizione di Ladybohn, espansione di Bohnanza, a cui ha aggiunto diversi elementi tra cui i baby fagioli. Il titolo è un riferimento al film A qualcuno piace caldo (in tedesco appunto Manche mögen's heiß) del 1959 con protagonista Marilyn Monroe. La copertina mostra un fagiolo femmina sopra un condotto dell'aria, ed è un chiaro riferimento alla famosissima scena del film.
Fan-Bohnanza (2009)Il gioco di base con i fagioli disegnati dai fan.
Bohnanza - Erweiterungs-Set (1997)Prima espansione di Bohnanza. Introduce nuovi semi e il regolamento per 7 giocatori. È inclusa nella confezione base dell'edizione inglese e italiana di Bohnanza. Nel 2001 viene pubblicata Bohnanza - Erweiterungs-Set (Revised Edition) contenente altri nuovi semi e carte job.
La Isla Bohnitâ (1998)Seconda espansione di Bohnanza. Nonostante il nome, quest'espansione si configura come la risposta dell'autore all'uscita dell'espansione Marinai de I coloni di Catan di Klaus Teuber. Introduce nuovi semi, navi atte a favorire gli scambi e la vendita di fagioli e la nave dei pirati in grado di rubare fagioli agli avversari.
High Bohn (2000)Espansione ad ambientazione western, pubblicata in quantità limitate dalla Lookout Games. Il nome è un chiaro riferimento a Mezzogiorno di Fuoco (in inglese High Noon). Introduce edifici, uno per ciascun tipo di fagiolo, dotati di speciali abilità in grado di agevolare lo scambio, la semina o la raccolta dei fagioli. Il valore di ciascun edificio costruito viene conteggiato nel calcolo del punteggio a fine partita. Nel 2001 la Amigo ne pubblicò una riedizione con il nome di High Bohn: Bohnenduell um 12 Uhr mittags, contenente anche un'espansione di Al Cabohne; nel 2004 la Rio Grande Games pubblicò la propria riedizione inglese con il nome di High Bohn Plus, contenente anche nuovi fagioli.
Mutabohn (2001)Espansione che affronta il tema delle mutazioni genetiche, pubblicata in quantità limitate dalla Lookout Games. I fagioli possono mutare in fagioli a valore inferiore, questo permette di piantare fagioli diversi nello stesso campo. Determinate sequenze di fagioli permettono di ottenere punti bonus.
Ladybohn (2002)Espansione a tema femminile, pubblicata in quantità limitate dalla Lookout Games. Introduce i fagioli "femmina" per alcuni dei tipi di fagioli già presenti. Le due tipologie possono essere mescolate tra loro ma a differenza delle controparti maschili, i fagioli femmina permettono un miglior guadagno al momento della vendita. Nel 2007 la Amigo ne pubblicò una riedizione sotto il nome di Ladybohn: Manche mögen's heiß!, che si configura più che altro come un gioco a sé più che una vera e propria espansione.
Bohnaparte (2003)Espansione a tema napoleonico, come suggerisce chiaramente il nome, pubblicata in quantità limitate dalla Lookout Games. Il denaro guadagnato nel gioco viene speso per finanziare la campagna militare di conquista del Bohnreich. Il vincitore, al termine della partita, sarà colui che detiene la maggior porzione del territorio. Hanno Girke, autore del gioco insieme a Rosenberg, ha descritto l'espansione con la frase: "Bohnanza incontra Risiko".
Dschingis Bohn (2003)Espansione a carattere militare, con riferimento a Gengis Khan, creata da Hanno Girke e pubblicata dalla Lookout Games. Introduce i mongoli impegnati nella conquista del Bohnreich. Può essere combinata con Bohnaparte.
Telebohn (2004)Espansione pubblicata dalla Lookout Games, nella quale gli scambi sono sostituiti da rilevamenti ostili degli interi campi di fagioli.
Bohnröschen (2007)Espansione ambientata nel mondo delle fiabe, con riferimento a Jack e la pianta di fagioli, pubblicata dalla Amigo. I giocatori devono scalare la pianta di fagioli, risolvendo determinate missioni, per raggiungere la principessa. Il vincitore sarà colui che riuscirà nell'impresa con la maggior quantità di denaro in proprio possesso.
Spiderbeans (2007)Espansione secondaria contenuta in Das große Bohnanza-Buch, con chiaro riferimento all'Uomo Ragno. Introduce un nuovo tipo di fagiolo con le sue particolari regole di vendita: lo Spiderbean.
Auf der schwäb'schen Eisenbohn (2008)Espansione creata da Hanno Girke e pubblicata dalla Lookout Games. Trasforma Bohnanza in una sorta di gioco ferroviario in cui, a seconda della città in cui si viaggia, variano le condizioni di vendita dei fagioli.
Mutterböhnchen (2010)Espansione di Ladybohn: Manche mögen's heiß pubblicata dalla Lookout Games. Compaiono i figli dei fagioli femminili, che influenzano nel bene o nel male il gioco.
Bohn Camillo (2011)Espansione pubblicata dalla Lookout Games per due giocatori, tratto dal film Don Camillo e l'onorevole Peppone. Un giocatore è Bohn Camillo (Don Camillo) e l'altro è Pebbohne (Peppone). Possono utilizzare carte in più per nuocere all'avversario.

## Premi e riconoscimenti
- 1997: Premio À la Carte: Gioco di carte dell'anno;
- 1997: Meeples' Choice Award, Gioco dell'anno[1];
- 1999: Games 100, Miglior gioco di carte per famiglie;
- 2008: Игра года, Miglior party game (assegnato da BoardGamer.ru)[2].